# Garibaldi (stacja metra w Lyonie)
Garibaldi – stacja metra w Lyonie, na linii D. Stacja została otwarta 9 września 1991.